# Leo Delaney
Leo Delaney (15 de marzo de 1885 – 4 de febrero de 1920) fue un actor cinematográfico de nacionalidad estadounidense.
Nació en Swanton, Vermont, y falleció en la ciudad de Nueva York.

## Filmografía
| - 1907 : Foul Play; or, A False Friend - 1907 : The Wrong Flat; or, A Comedy of Errors - 1909 : Launcelot and Elaine - 1910 : Rose Leaves - 1910 : Ransomed; or, A Prisoner of War - 1910 : The Telephone - 1910 : Jean Goes Fishing - 1910 : Love, Luck and Gasoline - 1910 : A Tin-Type Romance - 1911 : Jean Rescues - 1911 : A Tale of Two Cities - 1911 : Betty Becomes a Maid - 1911 : Proving His Love; or, The Ruse of a Beautiful Woman - 1911 : The Stumbling Block - 1911 : Tested by the Flag - 1911 : Cherry Blossoms - 1911 : The Child Crusoes - 1911 : By Woman's Wit - 1911 : In the Philippines; or, By the Campfire's Flicker - 1911 : The Answer of the Roses - 1911 : The Cabin Boy - 1911 : Madge of the Mountains - 1911 : Their Charming Mama - 1911 : Vanity Fair - 1911 : A Reformed Santa Claus - 1911 : Testing His Courage - 1912 : The Meeting of the Ways - 1912 : Love Finds the Way - 1912 : Where the Money Went - 1912 : Her Boy - 1912 : The Love of John Ruskin - 1912 : The Governor Who Had a Heart - 1912 : The Unknown Violinist - 1912 : At Scrogginses' Corner - 1912 : Old Love Letters - 1912 : The Days of Terror; or, In the Reign of Terror - 1912 : The Extension Table - 1912 : Fate's Awful Jest - 1912 : The Money Kings - 1912 : A Lively Affair | - 1912 : The Light of St. Bernard - 1912 : The Adventure of the Italian Model - 1912 : As You Like It - 1912 : None But the Brave Deserve the Fair - 1912 : The Mills of the Gods - 1912 : The Awakening of Bianca - 1913 : The Volunteer Strike Breakers - 1913 : The Skull - 1913 : Just Show People - 1913 : Mr. Ford's Temper - 1913 : Tim Grogan's Foundling - 1913 : O'Hara's Godchild - 1913 : The One Good Turn - 1913 : The Mouse and the Lion - 1913 : O'Hara and the Youthful Prodigal - 1913 : A Window on Washington Park - 1913 : His Life for His Emperor - 1913 : Bunny and the Bunny Hug - 1913 : The Heart of Mrs. Robins - 1913 : His Tired Uncle - 1913 : The Silver Cigarette Case - 1913 : 'Arriet's Baby - 1913 : Solitaires - 1913 : O'Hara as a Guardian Angel - 1913 : Better Days - 1913 : When Glasses Are Not Glasses - 1913 : The Other Woman - 1913 : Under the Daisies; or, As a Tale That Is Told - 1913 : The Doctor's Secret - 1913 : The Next Generation - 1913 : Father's Hatband - 1913 : The Silver Bachelorhood - 1913 : An Elopement at Home - 1913 : Fanny's Conspiracy - 1913 : The Honorable Algernon - 1914 : Officer John Donovan - 1914 : The Vavasour Ball - 1914 : Sawdust and Salome - 1914 : His Little Page - 1914 : The Sacrifice of Kathleen | - 1914 : Old Reliable - 1914 : A Helpful Sisterhood - 1914 : Cupid Versus Money - 1914 : Miser Murray's Wedding Present - 1914 : The Right of Way - 1914 : The Man That Might Have Been - 1914 : An Affair for the Police - 1915 : The Slightly Worn Gown - 1915 : For Another's Crime - 1915 : Hearts to Let - 1915 : The Radium Thieves - 1915 : The Millionaire's Hundred Dollar Bill - 1915 : The Return of Maurice Donnelly - 1915 : The Island of Regeneration - 1915 : The Way of the Transgressor - 1915 : Life's Yesterdays - 1915 : The Tigress - 1915 : Hearts Ablaze - 1915 : The Butterfly's Lesson - 1915 : Wasted Lives - 1915 : The Flower of the Hills - 1916 : The Secret Seven - 1916 : The Surprises of an Empty Hotel - 1916 : Beaned by a Beanshooter - 1916 : The Vital Question - 1916 : Susie Snowflake - 1916 : Whoso Findeth a Wife - 1917 : Pride and the Devil - 1917 : Love's Law - 1917 : The Slacker - 1919 : The Great Victory, Wilson or the Kaiser? The Fall of the Hohenzollerns - 1919 : False Gods - 1919 : The Moonshine Trail - 1920 : The Wall Street Mystery - 1920 : Circumstantial Evidence - 1920 : The Unseen Witness - 1920 : The Scrap of Paper - 1922 : Flash in the Dark |